# Manoir de Katrineberg
Le manoir de Katrineberg (finnois : Katrinebergin kartano) est un manoir historique situé dans le quartier Seutula de Vantaa en Finlande. 

## Description
Le manoir est situé dans l'environnement Riipilä–Grips–Königstedt–Katrineberg, classé comme Site culturel construit d'intérêt national en Finlande par la direction des musées de Finlande,.
La municipalité rurale d'Helsinki a acheté le manoir en 1949. 
La première phase de l'hôpital Katriina a été construite sur le terrain du manoir à la fin des années 1950. 
Depuis, l'hôpital s'est agrandi.
En 1994, la grange de la cour a été rénovée avec l'aide de la ville de Vantaa et sous la direction de la direction des musées de Finlande.
En 2016, le manoir, a été rénové et ouvert au public. 
Depuis 2017, une cour avec des animaux est gérée par l'association locale 4-H fonctionne en lien avec le manoir de Katrineberg durant la saison estivale,.

## Galerie

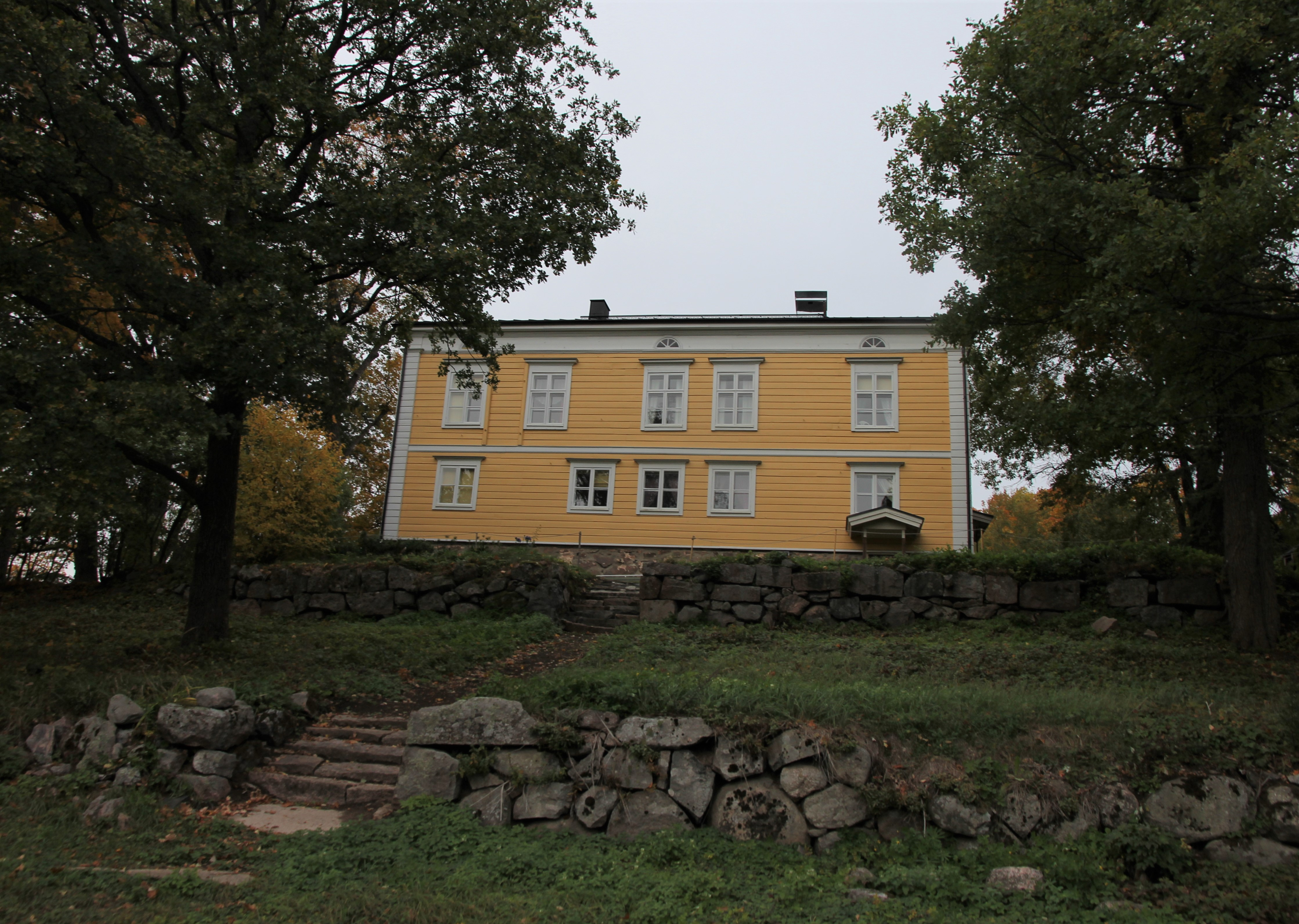
Vu de la cour.
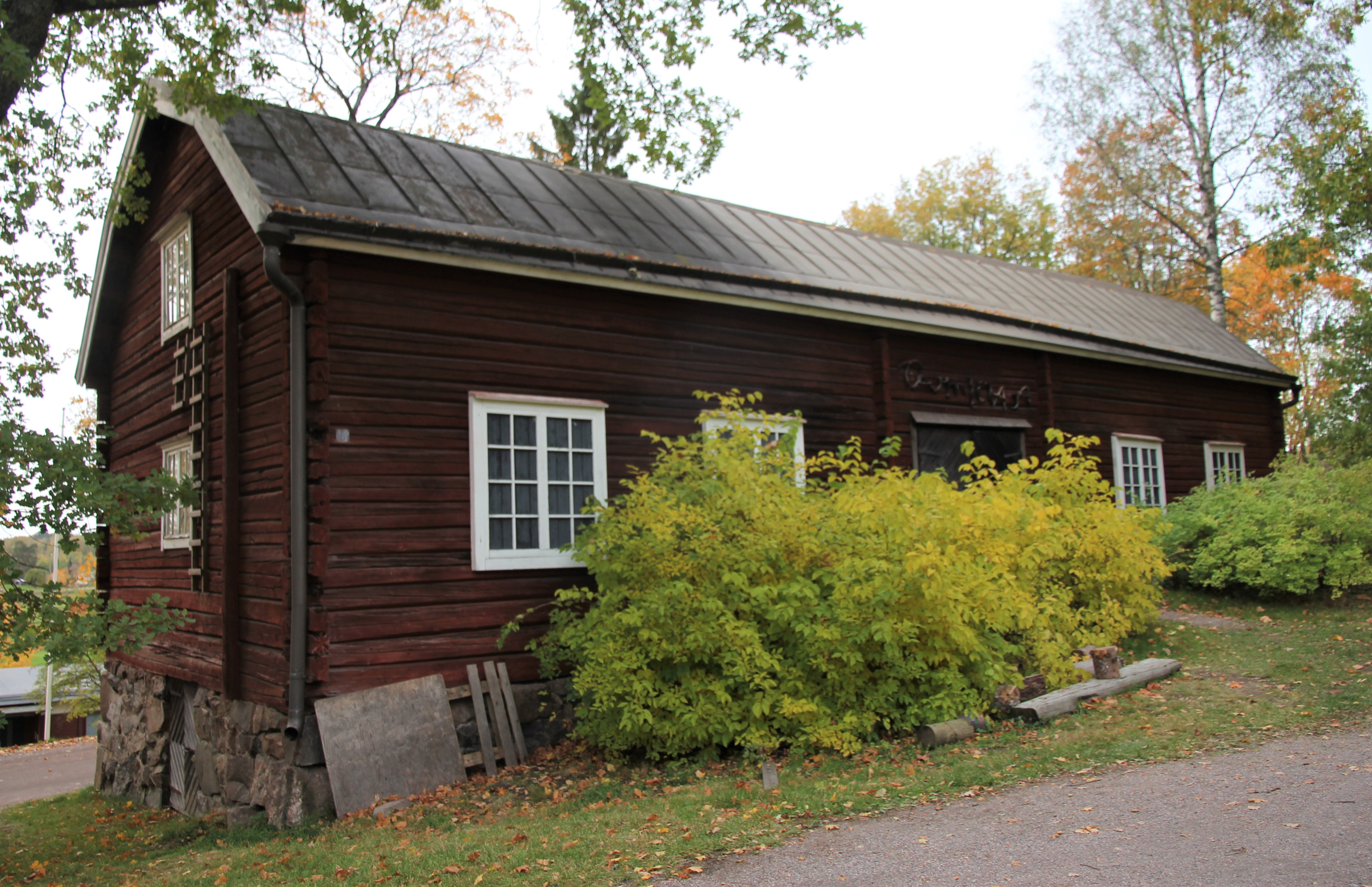
Grange.
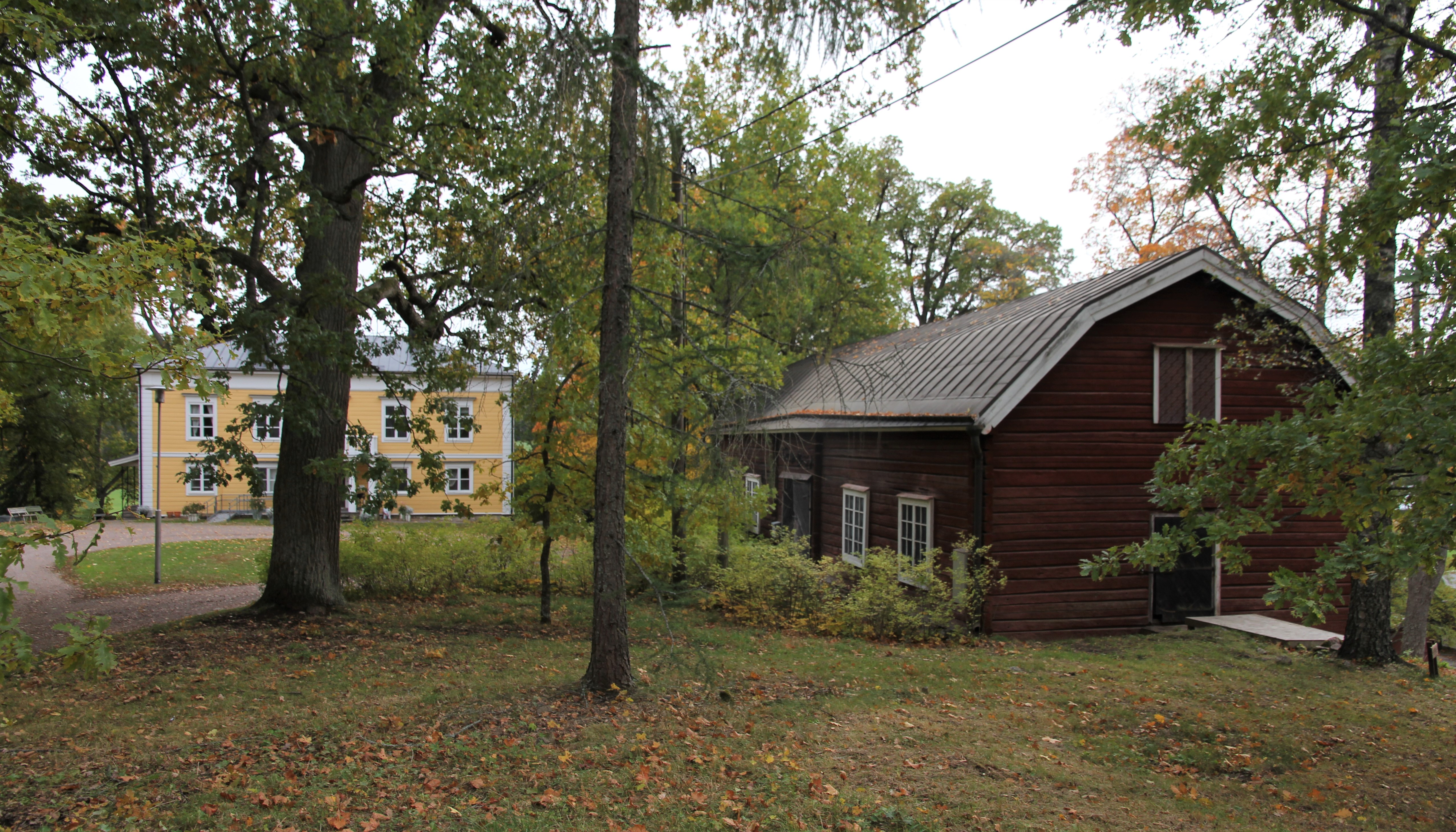